# Dicomeae
Dicomeae es una tribu de plantas con flores perteneciente a la familia de las asteráceas, subfamilia Carduoideae.

## Descripción
Las especies de esta tribu son herbáceas perennifolias, arbustos o árboles pequeños, sin látex. Las cabezas  de flores son tubulares y también con flores liguladas. Son semiesféricas con brácteas. Las flores son de color blanco, amarillo o rosa. Las flores son liguladas bilabiadas o tridentadas. El apéndice de las anteras es agudo. Los frutos son aquenios oblongos o obconicos con superficies pubescentes, el vilano es de varios tipos: plumas, pelos o escamas dispuestas en varias series.

## Distribución y hábitats
La distribución de esta tribu es especialmente tropical y en el hemisferio sur: la Península arábiga, la India, Pakistán y Madagascar.
Tiene los siguientes géneros:

## Géneros
Comprende 7 géneros con unas 75 - 100 especies.
- Dicoma Cass. (1817)  (40 spp.)
- Macledium Cass. (1825)  (15 spp.)
- Cloiselia S. Moore (1906) (4 spp.)
- Pasaccardoa Kuntze  (1891) (3 spp.)
- Erythrocephalum Benth. (1873) (16 spp.)
- Pleiotaxis Steetz in Peters  (1864) (25 spp.)
- Gladiopappus Humbert  (1948) (1 sp.)